# Feixa del Pujol del Soler
La Feixa del Pujol del Soler és un paratge del terme municipal de Balenyà, a la comarca d'Osona.
Està situada a prop i a migdia de la masia del Soler de l'Espina, a llevant de Santa Coloma Sasserra. És a la dreta del torrent de la Font del Pardal i a l'esquerra del torrent del Soler.